# Hybanthus guanacastensis
Hybanthus guanacastensis Standl. – gatunek roślin z rodziny fiołkowatych (Violaceae). Występuje naturalnie w Nikaragui, Kostaryce oraz Panamie. 

## Morfologia
PokrójZimozielony krzew dorastający do 1,5–4,5 m wysokości.
LiścieBlaszka liściowa ma kształt od podługowatego do podługowato-eliptycznego. Mierzy 4–10 cm długości, jest piłkowana na brzegu, ma ostrokątną nasadę i spiczasty lub ostry wierzchołek. Ogonek liściowy jest nagi.
OwoceTorebki mierzące 5-8 mm długości, o kształcie od kulistego do elipsoidalnego.

## Biologia i ekologia
Rośnie w lasach, na wysokości od 500 do 700 m n.p.m.